# Kerta
Kerta es un pueblo ubicado en el distrito de Devecser, en el condado de Veszprém, Hungría.

## Superficie
Posee una superficie de 15,46 kilómetros cuadrados.

## Demografía
Hasta 2019 la población era de 543 habitantes, con una densidad de población de 35,12 habitantes por kilómetro cuadrado.